# پتروس آرائوخو
پتروس آرائوخو (انگلیسی: Petros؛ زادهٔ ۲۹ مهٔ ۱۹۸۹) بازیکن فوتبال اهل برزیل است که در لیگ دسته دوم فوتبال عربستان سعودی الصقور عربستان به عنوان هافبک میانی بازی می‌کند.